# Louis Latouche

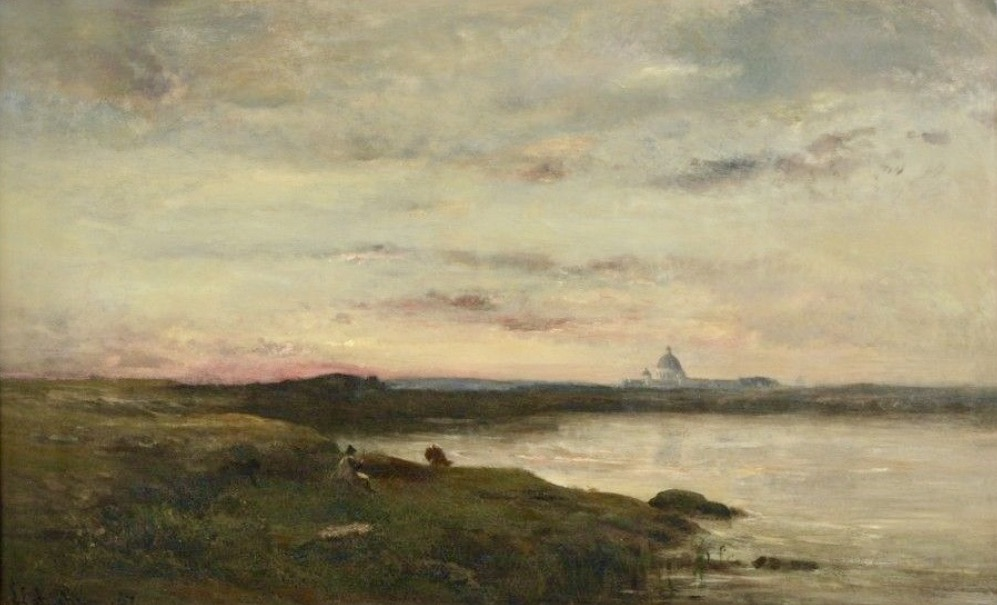
Bord de mer (Meeresufer), Öl auf Leinwand (doubliert), 51 × 81 cm, unten links signiert

Louis Latouche (* 29. September 1829 in La Ferté-sous-Jouarre; † 24. August 1883 in Saint-Dié-des-Vosges) war ein französischer Maler, der mit seiner Frau Lucia Joséphine Elisa Bompart ein Geschäft für Künstlerbedarf und Bilderrahmen betrieb und als Kunsthändler und Kunstsammler tätig war. Er zählte zu den 15 wichtigen Kunsthändlern der damaligen Zeit in Paris. Bekannt wurde er durch seine Teilnahme an der Ersten Impressionisten-Ausstellung 1874 in Paris, wo er vier eigene Landschaftsgemälde ausstellte.

## Das Geschäft

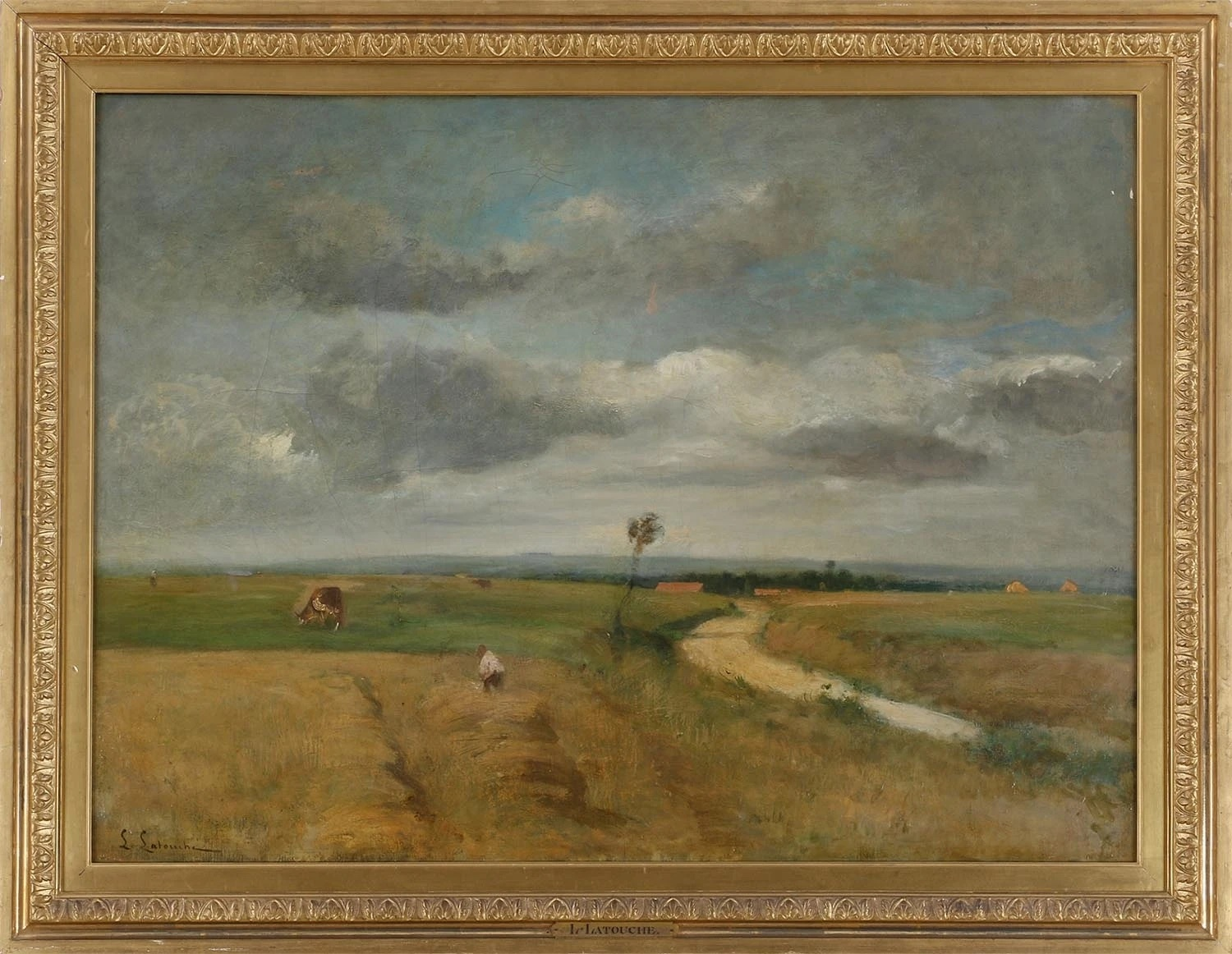
Feld mit Bauer. Öl auf Leinwand, links unten signiert

Louis Latouche hatte Kunden wie Camille Pissarro, Paul Gachet und Amand Gautier, die auch seine Freunde waren. Er reiste oft mit ihnen nach Berck (Pas-de-Calais). Er unterstützte die jungen Maler, stellte ihre Bilder aus und lud sie abends zu sich nach Hause ein. Dabei zeigte er ihnen auch seine eigenen Werke. Louis Latouche war ein Freund und Förderer der Impressionisten, die er 1867 mit einer von Sisley, Pissarro, Renoir und anderen unterzeichneten Petition in seinem Geschäft in ihrem Bemühen unterstützte, einen Salon des Refusés zu gründen. Louis Latouche wurde manchmal „Père Latouche“ genannt, in Anspielung auf Père Tanguy und einen anderen Kunsthändler, Père Martin (Pierre Firmin Martin, 1817–1891), der ein Nachbar in der Rue Laffitte war.
Das Geschäft (Magasin de couleurs fines et tableaux modernes) von Louis Latouche und seiner Frau befand sich an einem Ort in Paris, der zwischen 1870 und 1900 als Hauptquartier der modernen französischen Malerei galt, an der Ecke von der Rue Lafitte und der Rue La Fayette. Maler, Sammler und Kritiker, die die Cafés am Boulevard des Italiens besuchten, konnten sich so über die Neuheiten auf dem Laufenden halten.

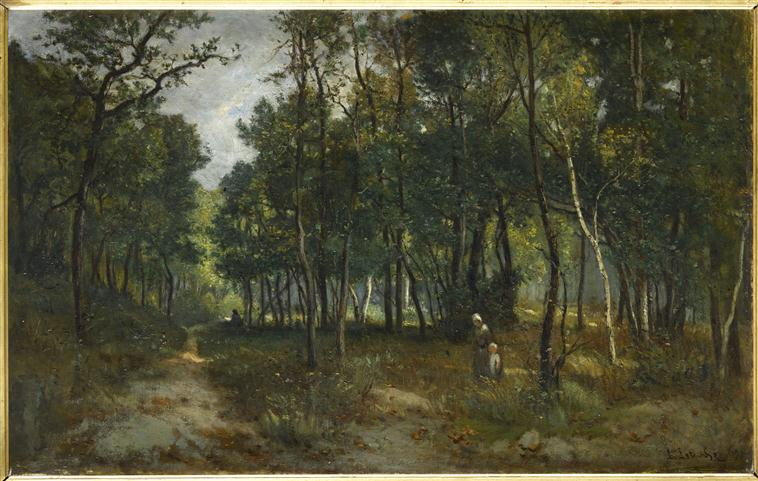
Sous bois aux personnages (Unterholz mit Figuren), 1869. Öl auf Leinwand, 0,45 × 70 cm. Sammlung Ville de Fontainebleau

Louis Latouche gehörte zusammen mit Père Martin zu den ersten, die Werke der Maler der Schule von Barbizon kauften, als diese noch von allen abgelehnt wurden. Wenig ehrgeizig, aber mit einem sehr guten Geschmack ausgestattet, war er vor allem der erste, der die Aufmerksamkeit auf die Werke von Claude Monet lenkte, dem er Gemälde abkaufte, die er in seinem Schaufenster ausstellte, darunter eine Ansicht von Paris (1867).
1874 nahm Louis Latouche an der ersten Impressionisten-Ausstellung bei Nadar teil, wo er seine eigenen Bilder ausstellte. Er zeigte Clocher de Berck (Pas-de-Calais) Nr. 67, Vue des quais, Paris Nr. 68, La Plage, marée basse à Berck Nr. 69 und Sous bois Nr. 70. Die Nummern 71, 72 und 73 wurden im Ausstellungskatalog als fehlend vermerkt.
Als jedoch die Galerie Durand-Ruel in Paris an Bedeutung gewann, stellte er die Ausstellungen in seinem Geschäft ein und widmete sich stattdessen den Ausstellungen anderer Maler bei Durand-Ruel. Auf der 1875 von Renoir, Berthe Morisot, Monet und Sisley organisierten Auktion im Hôtel Drouot ersteigert Latouche Monets Winterlandschaft für 280 Francs.
Als Louis Latouche 1883 starb, führte seine Frau das Geschäft bis 1887 alleine weiter. Die Impressionisten und auch Paul Gauguin und Vincent van Gogh ließen ihre Leinwände bei Latouche aufspannen und einrahmen. Wenn Vincent zur Galerie seines Bruders Theo ging, kam er an der Rue Laffitte an der Ecke zur Rue Lafayette vorbei.

## Werke
Ab 1866 und in den folgenden Jahren stellte Latouche Landschaften aus den Vororten von Paris oder von der französischen Atlantikküste auf dem Salon aus. Approche de l'orage à la pointe de l'île de Saint-Ouen (1868), Le cours d'eau, effet du matin (1869), Le Pont d'Asnières (1870), La Seine à Asnières 1870 – Interessanterweise malte er sechzehn Jahre vor Vincent van Gogh „Le Pont d'Asnières“ und „La Seine à Asnières“ – Marée basse à Berck 1871, La Mer à Cayeux (1876), Départ pour la pêche soleil couchant (1880). Lionello Venturi beschreibt Latouches Stil als „nahe an Sisley, Monet und Pissarro“.
Bei der zweiten Impressionisten-Ausstellung von 1876 bei Durand Ruel und den folgenden Ausstellungen reichte er keine Bilder mehr ein.